# Idiasta picticornis
Idiasta picticornis är en stekelart som först beskrevs av Johannes Friedrich Ruthe 1854.  Idiasta picticornis ingår i släktet Idiasta och familjen bracksteklar. Inga underarter finns listade i Catalogue of Life.